# Élections aux Îles Salomon
Cet article donne des informations sur les élections aux Îles Salomon.
Les Îles Salomon élisent un corps législatif au niveau national. Le Parlement national compte 50 membres, élus pour quatre ans dans des circonscriptions à siège unique.

## Système électoral
Les Îles Salomon ont un système multipartite, avec de nombreux partis, dans lequel aucun parti n'a souvent une chance d'accéder seul au pouvoir. Les partis politiques doivent ainsi s'entendre pour former des gouvernements de coalition.

## Liste des élections
- Élections législatives salomonaises de 2014
- Élections législatives salomonaises de 2019
- Élections législatives salomonaises de 2024